# Howard Gaye
Howard Gaye (ur. 23 maja 1878 w Hitchin, zm. 26 grudnia 1955 w Londynie) – angielski aktor kina niemego, znany przede wszystkim z filmów D.W. Griffitha: Home Sweet Home, Narodziny narodu (Birth of a Nation) jako generał Robert E. Lee oraz Nietolerancja (Intolerance: Love’s Struggle Throughout the Ages) jako Jezus Chrystus i kardynał de Lorraine. Był także reżyserem biblijnego filmu Restytucja (Restitution, 1918), gdzie ponownie zagrał Jezusa i scenarzystą Filmowej parady (The Film Parade, 1933).

## Filmografia
- 1914: Home Sweet Home
- 1915: Narodziny narodu (Birth of a Nation) jako generał Robert E. Lee
- 1916: Nietolerancja (Intolerance: Love’s Struggle Throughout the Ages) jako Jezus Chrystus / kardynał de Lorraine
- 1916: Flirting With Fate jako Roland Dabney
- 1916: Everybody’s Doing It jako dżentelmen
- 1916: Daphne and the Pirate jako książę Henri
- 1917: The Spirit of '76 jako Lionel Esmond
- 1917: The Scarlet Pimpernel jako lord Antony Dewhurst
- 1919: An Adventure in Hearts jako Paul Sharpe
- 1920: The Six Best Cellars jako Tommy Blair
- 1920: Passion's Playground jako James Hanaford
- 1920: A Slave of Vanity jako Arthur Kane
- 1921: My Lady’s Latchkey jako lord Annesley-Seton
- 1922: A Prince of Lovers jako lord Byron
- 1922: Scaramouche jako Viscount d’Albert
- 1924: Piekło Dantego (Dante’s Inferno) jako Virgil